# Csonggak állomás
Csonggak (Jonggak) állomás föld alatti metróállomás a szöuli metró 1-es vonalán. Közeli látnivaló a Cshonggjecshon (Cheonggyecheon) patak.

## Viszonylatok
| 1-es vonal                                                                       | 1-es vonal                | 1-es vonal                                                                           |
| -------------------------------------------------------------------------------- | ------------------------- | ------------------------------------------------------------------------------------ |
| Csongno 3-ka (Jongno 3-ga) Szojoszan (Soyosan) és Kvangun (Gwangun) Egyetem felé | személy- és expresszvonat | Városháza Incshon (Incheon), Szodongthan (Seodongtan) vagy Sincshang (Sinchang) felé |